# Jean-Pierre Milovanoff
Pour les articles homonymes, voir Milovanoff.
Jean-Pierre Milovanoff, né le 15 juillet 1940 à Nîmes, est un écrivain français, lauréat du prix des libraires en 2000.

## Biographie
Jean-Pierre Milovanoff est le fils de Paul Milovanoff, un ingénieur né en Russie qui a quitté son pays en 1919 ; sa mère Renée Gaillard, institutrice, est d'origine provençale. Il grandit à Saint-Gilles dans le Gard, où sa mère est en poste, et assure y avoir découvert la « beauté du monde » en contemplant le delta du Rhône. Ayant déménagé à Nîmes, dans une maison précaire qu'il décrira plus tard dans Russe blanc, il suit les cours au Lycée Alphonse-Daudet où, « enfant de la garrigue », il se passionne pour la lecture et la musique, fréquentant pêle-mêle les auteurs de série noire, les poètes français et le jazz. Il passe ses étés chez un oncle au Grau-du-Roi, et fréquente assidûment la bibliothèque municipale de Nîmes. Il s'essaie d'abord à la poésie.
Il suit ensuite des études de lettres à l'université de Montpellier et à la faculté des lettres de Paris, achevées en 1966. Il est producteur de radio à France Culture et séjourne successivement à Paris, Montpellier et Copenhague. Son premier roman La Fête interrompue est publié en 1970. Il écrit trois recueils de poèmes intitulés Borgo Babylone, La Ballade du lépreux et Noir devant.
Jean-Pierre Milovanoff reçoit en 1997 le prix Goncourt des lycéens pour son roman Le Maître des paons.
Si, comme le relève Bernard Bastide, « un grand nombre de ses œuvres littéraires sont ancrées dans l'espace nîmois » (ainsi de L'Ouvreuse, La Splendeur d'Antonia ou encore La Mélancolie des innocents), il s'est installé dans diverses autres communes du Gard depuis son retour en France en 1970 : près de Sommières, à Villeneuve-lès-Avignon, aux Angles, au Grau, et enfin à Génolhac,.

## Œuvres
Romans
- La Fête interrompue, Les Éditions de Minuit, 1970
- Rempart mobile, Les Éditions de Minuit, 1978
- L'Ouvreuse, éditions Julliard, 1993
- La Rosita, éditions Julliard, 1994
- Russe blanc, éditions Julliard, 1995
- La Splendeur d'Antonia, éditions Julliard, 1996 – Prix France Culture
- Le Maître des paons, éditions Julliard, 1997 – Prix Goncourt des lycéens
- L'Offrande sauvage, éditions Grasset, 1999 – Prix des libraires.
- Auréline, éditions Grasset, 2000
- La Mélancolie des innocents, éditions Grasset, 2002 – Prix France Télévisions
- Dernier Couteau, éditions Grasset, 2004
- Le Pays des vivants, éditions Grasset, 2005
- Tout sauf un ange, éditions Grasset, 2006
- Emily ou la Déraison, éditions Grasset, 2008
- L'amour est un fleuve de Sibérie, éditions Grasset, 2009
- Terreur grande, éditions Grasset, 2011 – Prix du « roman historique » des Rendez-vous de l'Histoire de Blois 2011[5], Prix François-Mauriac de la région Aquitaine 2011[6]
- L'Hiver d'un égoïste et le Printemps qui en suivit, éditions Grasset, 2012
- Le Visiteur aveugle, éditions Grasset, 2014
- Le Mariage de Pavel
- L'Homme des jours heureux, éditions Grasset, 2020  (ISBN 978-2246862253)
- Fellini Blues, éditions Grasset, 2023  (ISBN 978-2-246-83616-2)

Théâtre
- Squatt, éditions Comp'Act, 1988
- Le Roi d'Islande, éditions Comp'Act, 1990
- Side-car, éditions Comp'Act, 1990
- Cinquante mille nuits d’amour, éditions Julliard, 1995
- Ange des peupliers, éditions Julliard, 1997

Essai
- Presque un manège, éditions Julliard, 1998

Poèmes
- Borgo Babylone, éditions Unes, 1997
- Une petite main, éditions Unes, 1997
- La Ballade du lépreux, éditions Unes, 1998
- Noir Devant, éditions Seghers, 2004

Livres pour enfants
- Les Sifflets de monsieur Babouch, éditions Actes Sud-Papiers, 2002
- Clam la rapide, éditions du Seuil, 2006
- La Carpe de tante Gobert, éditions Actes Sud-Papiers, 2008